# N'Gang
N'Gang var en rock/pop-grupp från Kungsbacka som tävlade i Melodifestivalen 1990 med "Vi vill ha värme" som slutade 5:a. Låten anses vara det första riktiga försöket med en rocklåt i Melodifestivalen. N'Gang vann Glensongs kompositörs- och artisttävling 1989.
Gruppens medlemmar var:
- Mikael Erlandsson - sång
- Robert Ardin - gitarr
- Niklas "Duddas" Pilman - bas
- Lars Sandrén - keyboards
- Peter Andersson - trummor

Bandets sångare Mikael Erlandsson gjorde comeback i Melodifestivalen 2003 med "Tills jag mötte dig", som slutade näst sist vid deltävlingen i Sundsvall.

### Fotnoter
1. ↑  enligt skivkonvolutet till singeln Vi vill ha värme Glenstudio AB 1990